# Oenoe euphrantis
Oenoe euphrantis är en fjärilsart som beskrevs av Edward Meyrick 1927. Oenoe euphrantis ingår i släktet Oenoe och familjen äkta malar.
Artens utbredningsområde är Bermuda. Inga underarter finns listade i Catalogue of Life.